# Tricuspidalisklep
De tricuspidalisklep  is een van de kleppen in het hart. Deze klep bevindt zich tussen de rechterboezem en de rechterkamer en voorkomt dat bloed uit de rechterkamer terugloopt naar de rechterboezem. Samen met de mitralisklep vormt het de atrioventriculaire kleppen (AV-kleppen) van het hart.

## Bouw
De tricuspidalisklep is zoals de naam al zegt opgebouwd uit drie klepslippen of bladen. Deze klepslippen zijn dunne en soepele vliezen die op hun plaats worden gehouden door sterke peesdraden, de chordae tendineae. Zoals een parachutescherm aan de lijnen vastzit en zo weerstand kan bieden tegen de luchtstroom, zo zitten de drie klepslippen vast aan de peesdraden en bieden zo weerstand tegen de bloedstroom. Als de rechterkamer samentrekt, dan sluit de tricuspidalisklep om terugstroom van het bloed van de rechterkamer naar de rechterboezem te voorkomen. De drie klepslippen sluiten de klepopening af en worden op de plaats gehouden door de peesdraden. De peesdraden zitten vast aan kleine kegelvormige spieren, papillairspieren genaamd, die inhechten aan de recherkamerwand. Doorgaans resteert een geringe, centrale lekkage. Dat is normaal.

## Ziekten
Zoals alle hartkleppen kan de tricuspidalisklep insufficiënt (ofwel lekkend) en/of stenotisch (vernauwd) worden. In vergelijking met de kleppen van de linkerkamer (de mitralisklep en aortaklep) is een niet goed functionerende tricuspidalisklep zeldzaam, vermoedelijk doordat de drukken in de rechterhartzijde veel lager zijn dan in de linkerhartzijde, zodat de kleppen veel minder belast worden. Zeker een tricuspidalisstenose is uiterst zeldzaam. Lekkage van de tricuspidalisklep wordt meestal niet veroorzaakt door beschadiging van de klep zelf, maar doordat de rechterkamer wijder wordt waardoor de klep gaat lekken. Zie het lemma tricuspidalisinsufficiëntie.
Een tricuspidalisendocarditis, oftewel een met bacteriën gekoloniseerde tricuspidalisklep, is ook zeldzaam. Dit kan voorkomen als complicatie van een pacemaker of ICD, waarbij de pacemaker- of ICD-draden ook gekoloniseerd worden door bacteriehaarden en daardoor de tricuspidalisklep geïnfecteerd en beschadigd raakt. Ook bij intraveneuze druggebruikers treedt soms een tricuspidalisendocarditis op. Dit zijn gevaarlijke infecties.

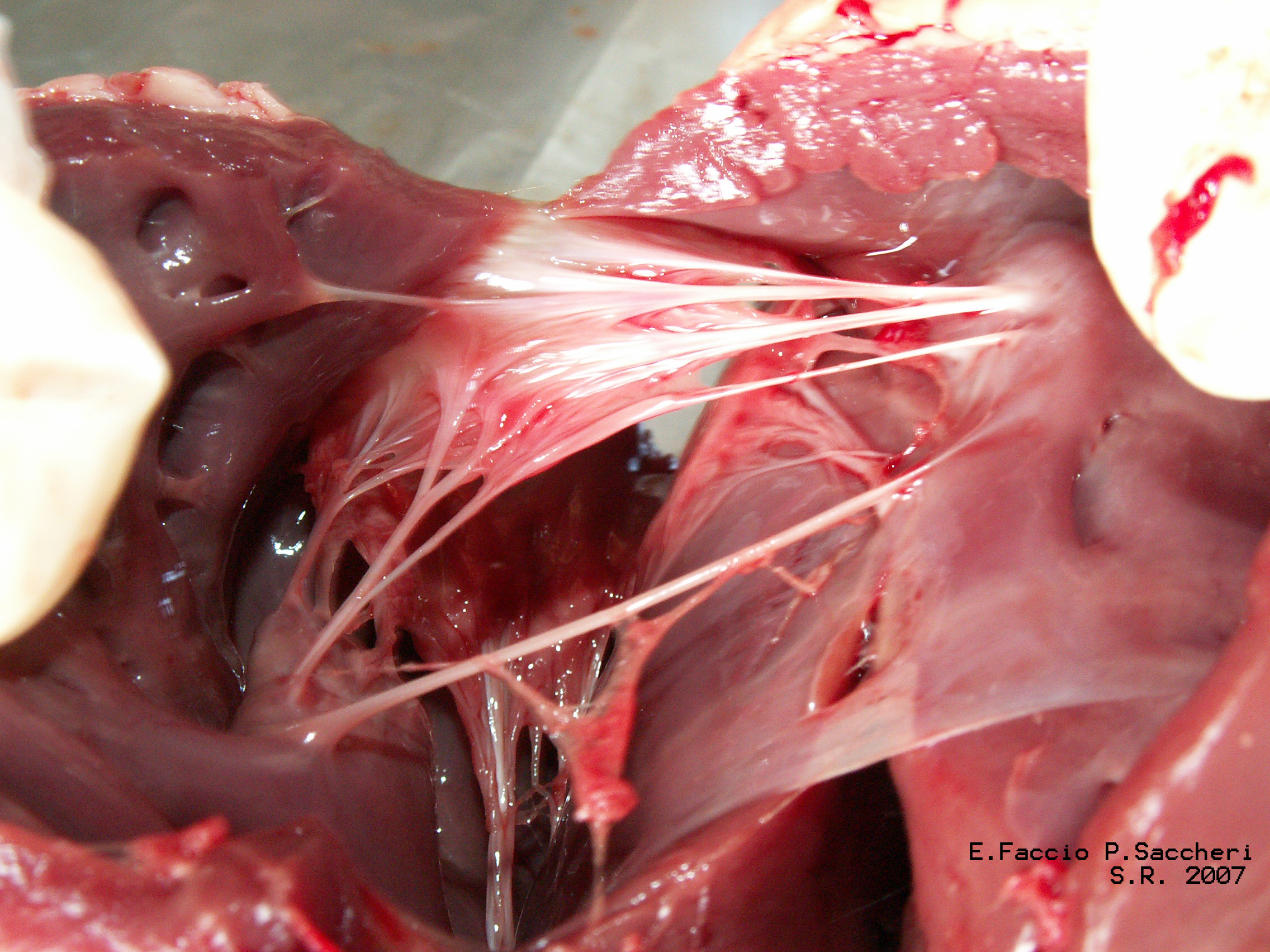
Tricuspidalisklep bij sectie